# Ginger Lynn

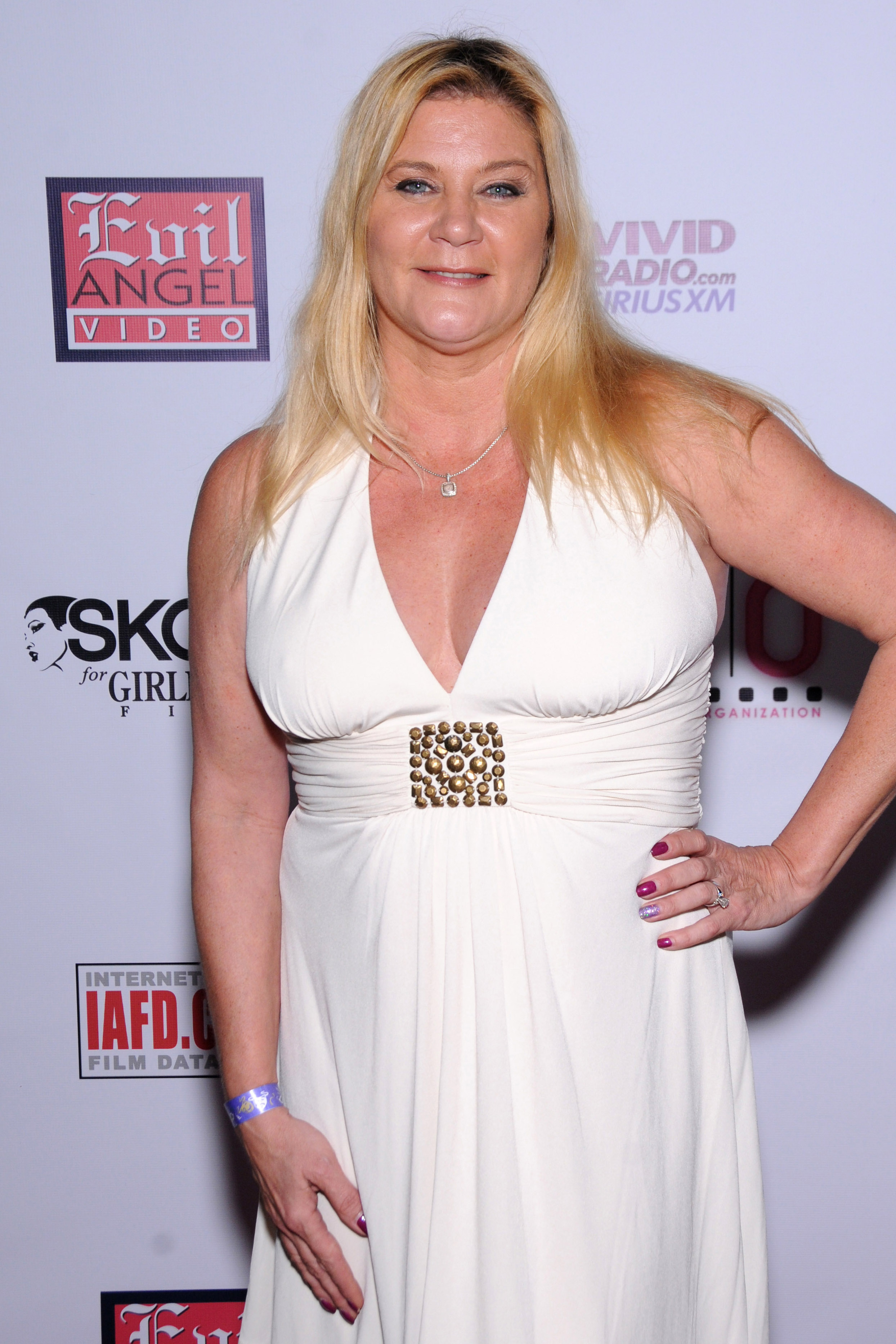
Ginger Lynn Allen (2014)

Ginger Lynn Allen (* 14. Dezember 1962 in Rockford, Illinois) ist eine US-amerikanische Pornodarstellerin und Schauspielerin, die als Ginger Lynn durch ihr Mitwirken in zahlreichen Pornofilmen in den 1980er Jahren bekannt wurde.

## Leben
Im Jahr 1982 zog Lynn nach Kalifornien, wo sie zunächst als Aktmodell arbeitete und im Jahr 1983 ihre Karriere als Pornodarstellerin begann. Sie gilt als eine der erfolgreichsten Darstellerinnen der 1980er Jahre. Nur Traci Lords erreichte in dieser Zeit eine ähnliche Popularität. Im Jahr 1986 verkündete sie ihren Rückzug aus dem Pornogeschäft und versuchte, unter ihrem vollen Namen als seriöse Schauspielerin Fuß zu fassen. Neben diversen kleineren Film- und Fernsehrollen war sie in der Rolle der Cheftechnikerin Rachel Coriolis auch in zwei Computerspielen aus der Wing-Commander-Reihe zu sehen, Wing Commander III – Heart of the Tiger (1994) und Wing Commander: Prophecy (1997). Im Jahr 1998 spielte sie im Metallica-Videoclip zu dem Song Turn the Page (im Original von Bob Seger) eine Sexarbeiterin. Ein Jahr später kehrte sie mit dem Film Torn in ihre alte Branche zurück, spielte aber weiterhin kleine Rollen in Filmen außerhalb der Porno-Branche.
Im Jahr 1991 wurde sie wegen Fälschung ihrer Steuererklärung zu einer Bewährungsstrafe verurteilt. Nachdem sie während ihrer Bewährungszeit positiv auf Drogen getestet wurde, saß sie 17 Tage im Gefängnis und musste sich einer Entziehungskur unterziehen, um ihre jahrelange Kokainabhängigkeit zu bekämpfen. Später drehte sie zwei Fitness-Videos und erhielt eine Nebenrolle im Hollywood-Film Blaze of Glory – Flammender Ruhm (1990). Bei den Dreharbeiten lernte sie Charlie Sheen kennen und lebte von 1990 bis 1992 mit ihm zusammen. Lynn lebt heute in Kalifornien. Im Jahr 1996 wurde ihr Sohn geboren. 

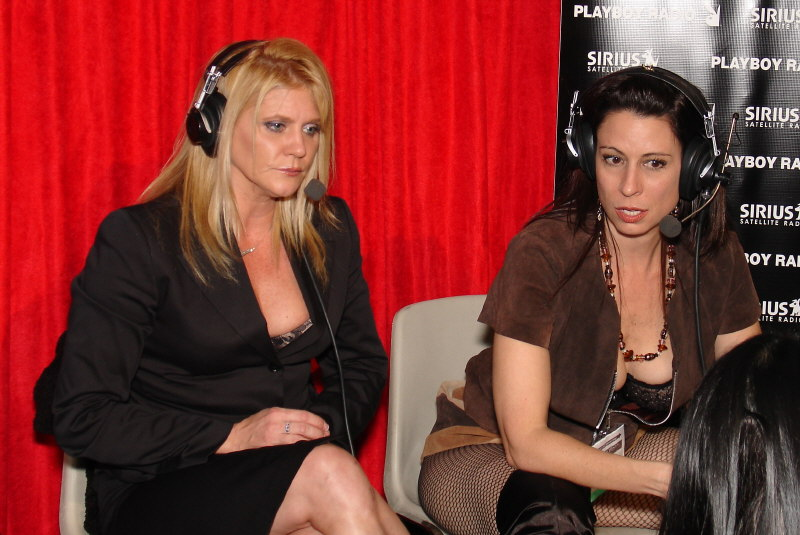
Ginger Lynn und Christy Canyon moderieren für Playboy Radio (2007)

Im Jahr 2004 wurde Lynn als eine von 30 bekannten Pornodarstellern von dem amerikanischen Fotografen Timothy Greenfield-Sanders in seinem Buch XXX: 30 Porn-Star Portraits und seiner HBO-Dokumentation Thinking XXX porträtiert. Sie ist Mitglied der XRCO Hall of Fame und AVN Hall of Fame.
Seit 2007 war sie gemeinsam mit Christy Canyon Moderatorin bei Playboy Radio, einem Sender von Sirius XM Radio.

## Filmografie (Auswahl)
- 1984: Too Good to Be True
- 1984: Kinky Business
- 1985: Illusions of Ecstasy
- 1985: Ginger
- 1985: Ginger on the rocks
- 1985: Grafenberg Spot
- 1986: Project: Ginger
- 1986: Blame it on Ginger
- 1990: Buried Alive
- 1990: Blaze of Glory – Flammender Ruhm (Young Guns II)
- 1991: Die Hure (Whore)
- 1991–1992: Super Force (Fernsehserie, sechs Folgen)
- 1993: Harry & Kit – Trouble Bound (Trouble Bound)
- 1993: New York Cops – NYPD Blue (NYPD Blue, Fernsehserie, zwei Folgen)
- 1994: Palm Beach-Duo (Silk Stalkings, Fernsehserie, eine Folge)
- 1999: Torn
- 2001: First Years (Fernsehserie, eine Folge)
- 2003: Skin (Fernsehserie, zwei Folgen)
- 2005: The Devil’s Rejects
- 2005: American Pie präsentiert: Die nächste Generation (American Pie Presents: Band Camp)
- 2007: Dirty Rotten Mother Fuckers 1
- 2009: White Mommas 1
- 2016: 31

## Auszeichnungen
- 1984: XRCO Award als Starlet of the Year
- 1984: XRCO Award als Video Vixen
- 1984: XRCO Award als Female Performer of the Year
- 1985: AVN Award als Best New Starlet
- 1985: AVN Award für Best Couples Sex Scene – Film in Kinky Business (zusammen mit Tom Byron)
- 1986: AVN Award als Best Actress – Video in Project Ginger
- 1986: AVN Award für Best Couples Sex Scene – Video in Slumber Party (zusammen mit Eric Edwards)
- 1987: AVN Award für Best Total Sexual Content – Video in Blame it on Ginger
- 2000: XRCO Award für Best Girl-Girl Scene in Torn (zusammen mit Chloe)
- 2002: AVN Award für Best Actress – Film in Taken
- Aufnahme in die AVN Hall of Fame
- 1995: Aufnahme in die XRCO Hall of Fame
- 2002: Aufnahme in die NightMoves Hall of Fame
- Aufnahme in die Legends of Erotica
- 2010: FOXE Award als All-Time Fan Favorite